# Província do Sul (Ruanda)
A Província do Sul é uma das 5 províncias (intara) de Ruanda. A sua capital é a cidade de Nyanza.

## Distritos
A província está dividida em 8 distritos (akarere):
|  | 1. Gisagara 2. Huye 3. Kamonyi 4. Muhanga 5. Nyamagabe 6. Nyanza 7. Nyaruguru 8. Ruhango |